# نهائي كأس رابطة الأندية الإنجليزية المحترفة 1980
نهائي كأس رابطة الأندية الإنجليزية المحترفة 1980 هي المباراة النهائية من منافسة كأس رابطة الأندية الإنجليزية المحترفة 1979–80، أقيمت المباراة في 15 مارس 1980، في ملعب ويمبلي، بين فريقي نوتينغهام فورست، ووولفرهامبتون واندررز، وفاز فيها وولفرهامبتون واندررز، بعد أن هزم نوتينغهام فورست، بنتيجة 0 - 1.

## تفاصيل المباراة
لعبت المباراة النهائية في 15 مارس 1980.
| نوتينغهام فورست | 0 -1 | وولفرهامبتون واندررز |
| --------------- | ---- | -------------------- |
|                 |      |                      |